# Zonopterus perversus
Zonopterus perversus är en skalbaggsart som beskrevs av Conrad Ritsema 1914. Zonopterus perversus ingår i släktet Zonopterus och familjen långhorningar.
Artens utbredningsområde är Burma. Inga underarter finns listade i Catalogue of Life.